# Эскерро, Сантьяго
Сантья́го Эске́рро Мари́н (исп. Santiago Ezquerro Marín; род. 14 декабря 1976, Калаорра, провинция Риоха, Испания) — испанский (баскский) футболист, последним клубом которого была «Осасуна» (Памплона). Играл на позициях центрального нападающего и правого атакующего полузащитника.

## Биография
Эксерро начинал свою профессиональную карьеру в 1994 году в клубе «Осасуна», а в 1996 году его приметили селекционеры «Атлетико Мадрид», где он выступал в основном за дублирующий состав. В 1998 году с приходом в «Атлетик Бильбао» начался самый успешный и длительный период в карьере Сантьяго. Хотя он и не выиграл ничего в составе баскского клуба, ему удалось заработать репутацию одного из лучших нападающих Испании, а после сезона 2004/05, в котором Эскерро сыграл очень хорошо и забил 11 голов в 32 матчах, его как свободного агента пригласили в «Барселону». Он и не стал в «Барселоне» основным игроком, редко выходил на замены, всего за три сезона в каталонском клубе сыграв в Примере 24 матча и забив 3 гола.
Летом 2007 года по истечении контракта с «Барселоной» Эскерро мог покинуть клуб, но, не получив достойных предложений, остался в команде ещё на год. В трансферный период различные источники связывали его будущее с такими клубами, как «Атлетик Бильбао», «Селтик», «Эвертон», «Болтон Уондерерс» и «Осасуна». Летом 2008 года покинул «Барселону», став свободным агентом. В конце июля подписал двухлетний контракт с «Осасуной». Из-за травм и отсутствия игровой практики после прихода нового главного тренера Хосе Антонио Камачо после первого сезона Эскерро покинул клуб.
Эскерро сыграл один матч за сборную Испании 5 сентября 1998 года со сборной Кипра, окончившийся победой киприотов со счётом 3:2.

## Достижения
«Барселона»
- Обладатель Суперкубка Испании: 2005, 2006
- Чемпион Испании: 2005/06
- Победитель Лиги чемпионов УЕФА: 2005/06